# Anna Eriksdotter (Bielke)
 Anna Eriksdotter (Bielke), född 1490, död cirka 1525, var en svensk adelskvinna, främst känd för sitt försvar av Kalmar slott mot danskarna under sin tid som ställföreträdande befälhavare på Kalmar slott.

## Biografi
Anna Eriksdotter var dotter till Gunilla Johansdotter (Bese) och riksrådet Erik Turesson (Bielke) till Benhammar, Häradssäter och Rävelsta. Hon gifte sig 1514 med riddaren och riksrådet Johan Månsson (Natt och Dag) till Göksholm, som 1510–1520 var ståthållare på Kalmar slott.
Efter sin mans död 1520 innehade hon någon tid hans förläningar Kalmar slott och län med Åland och försvarade dem mot danskarna. När Gustav Vasa, efter sin fångenskap i Danmark, som flykting landsteg på Sveriges jord, vände han sig först till denna sin fränka i Kalmar. Hon emottog honom med största vänlighet, beklagade med honom fäderneslandets hårda öde, men ansåg sig för övrigt ingenting kunna göra till hans egen och fäderneslandets räddning, i synnerhet som Sören Norbys flotta då låg utanför staden.
Gustav försökte uppmana invånarna och den tyska besättningen i Kalmar att väpna sig emot inkräktaren, men då han därvid möttes först av likgiltig tystnad och sedan av uppenbara hotelser, måste han skyndsamt lämna staden, vilken snart överlämnades åt fienden fram på sensommaren, mellan augusti och 6 september. Hon förlovade sig sedan med Henrik von Melen, bror till Berend von Melen, som utnämndes till guvernör i Kalmar men som av Gustav Vasa misstänktes för förräderi och berövades sin post med militärt våld av hennes bror Nils Eriksson. Hon bröt därefter på Gustavs önskan sin trolovning.
Anna Bielke dog ca 1525.